# Kareby kyrkby
Kareby kyrkby är en kyrkby i Kareby socken och Kungälvs kommun. Före 2015 avgränsades här en småort och från 2015 är området en del av tätorten Kareby och Ringby. 
I en skog ett par hundra meter norr om Kareby kyrka finns Kareby kolerakyrkogård.